# Ван Хойдонк, Натан
 Натан Ван Хойдонк (нидерл. Nathan Van Hooydonck, род. 12 октября 1995 года в Горейнд, Бельгия) — бельгийский шоссейный велогонщик. С мая 2017 года  стажёр команды мирового тура «CCC Team». Сын бельгийского профессионального велогонщика  Эдвига Ван Хойдонка.

## Достижения
2012
- 3-й на Ronde van Vlaanderen (юниоры)
- 4-й на Omloop der Vlaamse Gewesten
- 6-й на Чемпионате мира среди юниоров в индивидуальной гонке

2013
- 1-й на Keizer der Juniores
- 2-й на Paris–Roubaix Juniors
- 2-й на Чемпионате Бельгии среди юниоров в индивидуальной гонке
- 3-й на La Philippe Gilbert
- 3-й на Omloop der Vlaamse Gewesten
- 4-й на GP Général Patton
- 4-й Ronde van Vlaanderen Juniores
- 7-й Course de la Paix Juniors

2015
- Чемпионат Бельгии по шоссейному велоспорту в категории U-23
  - 1-й   - Чемпион в групповой гонке
  - 2-й в индивидуальной гонке
- 3-й на Olympia's Tour
  - 1-й   - в МК
- 8-й на Paris–Tours Espoirs

2016
- 9-й на Le Triptyque des Monts et Châteaux

2017
- 5-й на Чемпионате Бельгии в групповой гонке

| МК | Молодёжная классификация |